# 洋冒进
洋冒进，或称洋跃进，是指中华人民共和国1977-1978年经济建设中的冒进，以大量引进国外技术设备和大借外债为特征。

## 背景
- 文革结束后，国民经济仍很困难，中共高层希望迅速发展生产力，实现四个现代化。

- 1970年代，中国对外关系明显好转。中华人民共和国取得联合国中国代表权，与美国关系解冻，与日本关系正常化，和西欧大多数国家建立了外交关系，签订了各种经济贸易协定、海运协定等。

- 西方国家陷于1970年代的经济危机，希望寻找新的市场。

## 历史
1977年1月19日，国务院下发《关于一九八〇年基本实现农业机械化的报告》，提出到1980年在全国基本实现农业机械化，使农林牧副渔的机械化水平达到70%左右。
1977年4月19日，《人民日报》发表社论《抓纲治国，推动国民经济新跃进》，首次提出“跃进”口号。
1977年7月，国家计委提出，除四三方案外，再进口一批国外技术、设备，总额为65亿美元。
1978年2月，全国人大五届一次会议通过《1976年到1985年发展国民经济十年规划纲要》。《纲要》提出了一些不切实际的高指标。3月，中共中央批准国家计委的八年引进规模由65亿美元扩大到180亿美元的报告。
1978年9月，李先念讲话说：最近中央决定，“今后十年的引进规模可以考虑增加到800亿美元”。
1979年4月，中共中央会议通过对国民经济的“调整、改革、整顿、提高”方针，决定用三年时间调整国民经济，放弃执行了一年多的洋跃进计划。

## 影响
国民经济比例失调，造成巨大外债，有些项目难于运行，部分浪费。
引进了一批世界先进水平的项目。提出吸引外资到中国开办合资企业，出现了设立特区的设想。

## 评论
- 胡耀邦：“当时指标是中央全会讨论了的，大家都举了手的，我也是有错误的，因为当时我是中央委员之一，我也是吹过的。”“经济上的严重失误、严重错误，我的意见，不要把主要的账算在国锋同志身上”。（胡耀邦在中央政治局会议上的发言（1980年11月19日），《三中全会以来重要文献汇编》（上），第746页。）